# Suiza en los Juegos Paralímpicos de Seúl 1988
Suiza estuvo representada en los Juegos Paralímpicos de Seúl 1988 por un total de 41 deportistas, 33 hombres y ocho mujeres.

## Medallistas
El equipo paralímpico suizo obtuvo las siguientes medallas:
| Nombre                                                          | Deporte                   | Evento                         |
| --------------------------------------------------------------- | ------------------------- | ------------------------------ |
| Oro                                                             |                           |                                |
| Zita Andrey                                                     | Atletismo                 | 100 m C6 femenino              |
| Franz Nietlispach                                               | Atletismo                 | 200 m 5-6 masculino            |
| Franz Nietlispach                                               | Atletismo                 | 400 m 5-6 masculino            |
| Franz Nietlispach                                               | Atletismo                 | 800 m 5-6 masculino            |
| Franz Nietlispach                                               | Atletismo                 | 1500 m 5-6 masculino           |
| Franz Nietlispach                                               | Atletismo                 | 5000 m 5-6 masculino           |
| Franz Nietlispach                                               | Atletismo                 | Eslalon 5-6 masculino          |
| Heinz Frei                                                      | Atletismo                 | 1500 m 2 masculino             |
| Heinz Frei                                                      | Atletismo                 | 10 000 m 2 masculino           |
| Elisabeth Bisquolm                                              | Tenis de mesa             | Individual 2 femenino          |
| Christiane Droux Elisabeth Mettler-Kiener                       | Tenis de mesa             | Equipo 2 femenino              |
| Michel Baudois                                                  | Tiro con arco             | Doble ronda FITA 2-6 masculino |
| Plata                                                           |                           |                                |
| Daniela Jutzeler                                                | Atletismo                 | 400 m 3 femenino               |
| Heinz Frei                                                      | Atletismo                 | 800 m 2 masculino              |
| Heinz Frei                                                      | Atletismo                 | 5000 m 2 masculino             |
| Peter Schmid                                                    | Atletismo                 | 800 m 1B masculino             |
| Rainer Küschall                                                 | Atletismo                 | Maratón 1A masculino           |
| Urs Scheidegger                                                 | Atletismo                 | Maratón 3 masculino            |
| Eric Walter                                                     | Atletismo                 | Eslalon 1B masculino           |
| Daniel Joggi Rainer Küschall Peter Schmid Eric Walter           | Atletismo                 | 4 × 200 m 1A-1C masculino      |
| Franz Nietlispach Vince Cavicchia Guido Muller Urs Scheidegger  | Atletismo                 | 4 × 200 m 2-6 masculino        |
| Franz Nietlispach Jean-Marc Berset Guido Muller Urs Scheidegger | Atletismo                 | 4 × 400 m 2-6 masculino        |
| Daniel Grossenbacher                                            | Levantamiento de potencia | –67,5 kg coed masculino        |
| Hans Rosenast Rolf Zumkehr                                      | Tenis de mesa             | Equipo 1A masculino            |
| Bronce                                                          |                           |                                |
| Daniela Jutzeler                                                | Atletismo                 | 800 m 3 femenino               |
| Daniela Jutzeler                                                | Atletismo                 | 1500 m 3 femenino              |
| Zita Andrey                                                     | Atletismo                 | Disco C7 femenino              |
| Peter Schmid                                                    | Atletismo                 | 1500 m 1B masculino            |
| Peter Schmid                                                    | Atletismo                 | 5000 m 1B masculino            |
| Rainer Küschall                                                 | Atletismo                 | 100 m 1A masculino             |
| Giuseppe Forni                                                  | Atletismo                 | 200 m 1A masculino             |
| Jean-Marc Berset                                                | Atletismo                 | 10 000 m 2 masculino           |
| Urs Scheidegger                                                 | Atletismo                 | 10 000 m 3 masculino           |
| Alfredo Battistini                                              | Halterofilia              | –95 kg masculino               |
| Esthel Sauter                                                   | Natación                  | 100 m braza L5 femenino        |